# Mono-Jetronic
Mono-Jetronic er i motorteknikken en indirekte, intermitterende og elektronisk styret centralindsprøjtningsenhed (med én indsprøjtningsventil til alle cylindrene) og et varemærke for Robert Bosch GmbH. På motorer med Mono-Jetronic styres brændstofmængden og indsprøjtningstidspunktet af signaler fra gasspjældsvinklen og motoromdrejningstallet (grundblanding). Til en mere nøjagtig bestemmelse af brændstofmængden (korrekturblanding) benyttes yderligere signaler som f.eks. lufttemperatur, kølevæsketemperatur og bladingssammensætning (lambdasonde). Gennem indsugningsmanifolden, som opvarmes enten elektrisk eller ved hjælp af restvarmen fra motoren, fordeles brændstof/luft-blandingen til de enkelte cylindre i motoren. Mono-Jetronic er ligeledes udstyret med påløbsafbrydelse, som styres ved hjælp af en afbryder i gasspjældet, dvs. at ved påløb indsprøjtes der intet brændstof. Tomgangsomdrejningstallet reguleres af gasspjældsstillemotoren, hvorved kølevæsketemperaturen ved koldstart er målgivende. Derudover har biler med katalysator en ventil til regenerering af aktivkulfiltret. Systemtrykket ligger på 0,75-1 bar og styres af en fjederbelastet trykregulator. Omdrejningstallet begrænses ved afbrydelse af indsprøjtningsventilen. Styreenheden til Mono-Jetronic styrer udelukkende indsprøjtningssystemet, mens styringen af tændingssystemet er adskilt fra indsprøjtningssystemet, kun omdrejningstalssignalet overgives til indsprøjtningssystemet.
En videreudvikling af Mono-Jetronic er Mono-Motronic.

## Diagnosefunktion
Mono-Jetronic er udstyret med OBD I, som gemmer fejl. Aflæsningen af fejlkoder finder sted ved hjælp af blinkkoder fra såvel diagnoseenheder som bilens motorstyringskontrollampe. Fejlkoderne er firecifrede og pauserne mellem impulserne er på 2,5 sek.
Udvalg af fejlkoder (Audi 80 med motorkendebogstaver PM):
- 1-1-1-1: Styreenhed defekt
- 2-3-4-2: Lambdasonde defekt
- 2-1-2-2: Omdrejningstalssignal fra TSZ-h mangler
- 4-4-4-4: Ingen fejl
- 0-0-0-0: Fejlaflæsning slut